# La Amistad (barco)

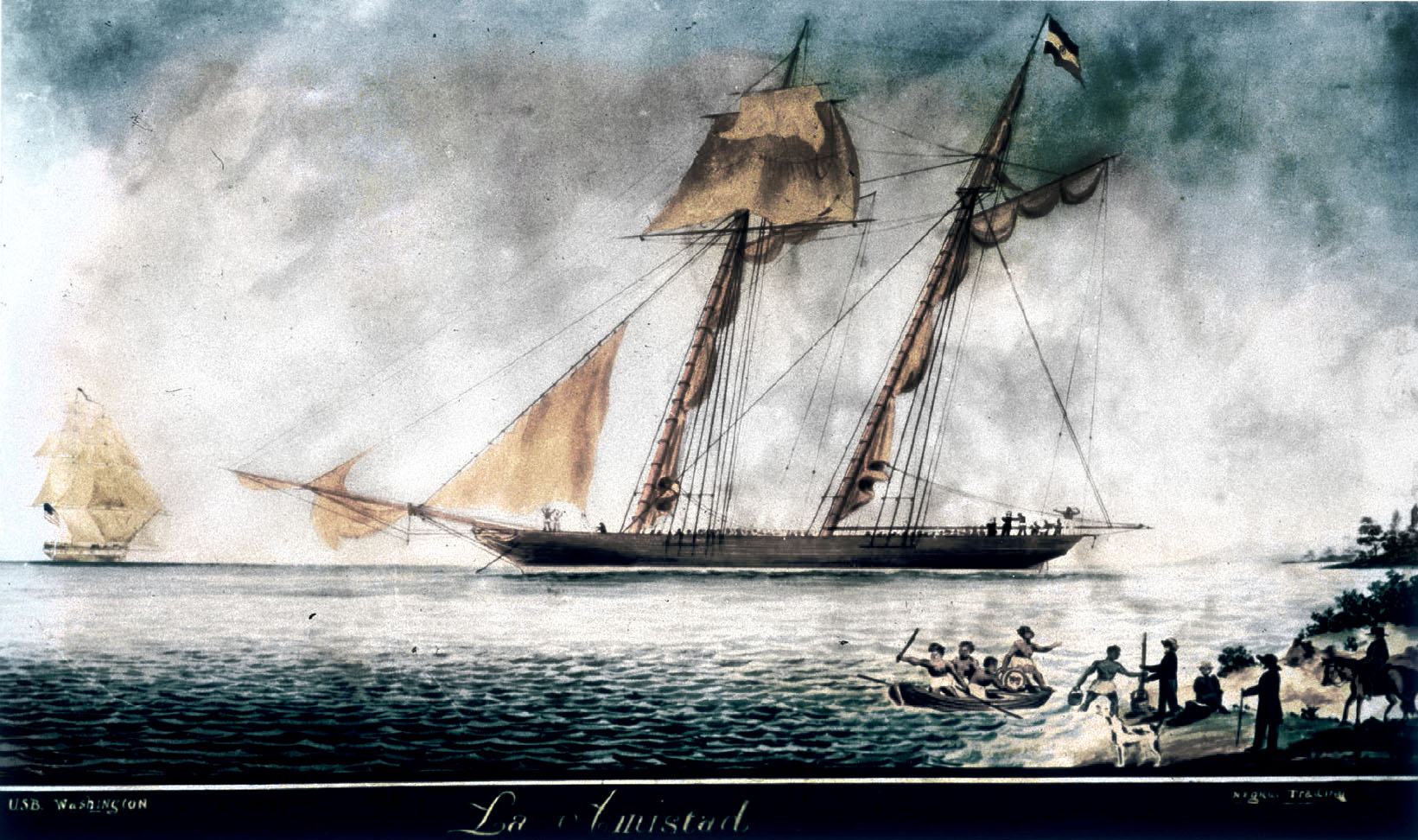
Acuarela contemporánea de La Amistad.

La Amistad fue una goleta de velacho mercante española en la que se llevó a cabo una rebelión de esclavos en 1839, cuando el buque viajaba frente a las costas de Cuba.
La epopeya de estos esclavos fue llevada al cine en 1997 por Steven Spielberg en la película Amistad.

## Historia
Unos quinientos africanos habían sido tomados en Sierra Leona y transportados por el barco negrero portugués Tecora hasta la ciudad de La Habana (en la isla de Cuba, que entonces era colonia española), donde fueron vendidos como esclavos. Cincuenta y tres de ellos fueron trasladados a la Amistad.
El viaje comenzó el 28 de junio de 1839 con dirección a Puerto Príncipe (actual Camagüey), al otro lado de la isla. Sin embargo, el 2 de julio, uno de los africanos, de nombre Sengbe Pieh ―llamado Joseph Cinqué por los blancos―, consiguió liberarse e hizo lo mismo con los demás cautivos. Los confinados mataron al cocinero del barco ―quien durante el viaje había asustado a los esclavos al inventar que cuando arribaran a Puerto Príncipe serían asesinados― y también al capitán, en una lucha en que también murieron dos de los esclavos. También perdonaron al esclavo personal del capitán. Dos marineros españoles escaparon. Los esclavos perdonaron la vida de los dos dueños de la carga humana a bordo, de apellidos Ruiz y Montes, quienes les prometieron que conducirían la embarcación hacia África.
No obstante, los africanos fueron engañados y en vez de ser llevados hacia África, fueron conducidos hacia el norte con rumbo a la costa estadounidense, donde el barco fue avistado repetidas veces.
El 26 de agosto soltaron anclas a media milla de Long Island (en Nueva York). 
Algunos de los africanos fueron a la orilla a conseguir agua y provisiones, y la embarcación fue descubierta por el bergantín Washington. El teniente Gedney, que comandaba el buque, ayudado por sus oficiales y tripulación, tomaron La Amistad y a los esclavos bajo custodia, y los retiraron del estado de Nueva York (donde la esclavitud estaba prohibida) y los condujeron al estado de Connecticut. Luego Gedney presentó una reclamación por escrito bajo la Ley de Almirantazgo por el salvamento del barco, la carga, y los africanos. Gedney presuntamente eligió desembarcar en Connecticut porque ―a diferencia de Nueva York―, allí la esclavitud era técnicamente legal (aunque extremadamente rara), y esperaba poder vender a los esclavos.
El caso, ampliamente publicitado en Estados Unidos, coadyuvó al movimiento abolicionista. En 1840, una corte federal resolvió que el secuestro de los individuos en su tierra natal, y el posterior transporte, habían sido ilegales. Asimismo, en Estados Unidos sólo podían ser considerados esclavos los nacidos de padres esclavos, ya que la importación había sido prohibida en 1808; por tanto, los africanos eran hombres libres.
La Corte Suprema de los Estados Unidos confirmó la sentencia el 9 de marzo de 1841, y los raptados viajaron de vuelta a su hogar en 1842. Este suceso sirvió de inspiración para el filme Amistad de 1997, con la dirección de Steven Spielberg y las actuaciones de Matthew McConaughey, Morgan Freeman, Anthony Hopkins, Pete Postlethwaite, Stellan Skarsgård y Djimon Hounsou.